# Équipe de France de football en 1914
Chronologie
Saison précédente Saison suivante
L'équipe de France joue cinq matches en 1914 et n'en remporte qu'un seul.
Le 25 janvier, la France affronte la Belgique à Lille et dispute son premier match en province.
Le CFI suspend quinze jours Parsys, Dujardin, Bigué, Schalbar, Gamblin et édicte un règlement rendant la sélection obligatoire sous peine de sanctions. Avec 20 sélections, Ducret est le joueur le plus capé par le CFI.

## Les matchs
| Date            | Stade                                       | Adversaire | Score | Comp | Buteurs français                                                  |
| 25 janvier 1914 | Stade de Victor-Boucquey Lille, France      | Belgique   | V 4-3 | A    | Hanot (16e pen), Bard (24e), Jourde (37e) & R. Dubly (65e)        |
| 8 février 1914  | Stade du Racing Club Luxembourg, Luxembourg | Luxembourg | D 4-5 | A    | Bard (13e), Ducret (22e pen), C. Géronimi (41e) & Triboulet (64e) |
| 8 mars 1914     | Stade de Paris Saint-Ouen, France           | Suisse     | N 2-2 | A    | Devic (46e), M. Gastiger (85e)                                    |
| 29 mars 1914    | Stade Piazza d'Armi Turin, Italie           | Italie     | D 0-2 | A    | -                                                                 |
| 31 mai 1914     | Stade de Üllöi Ut Budapest, Hongrie         | Hongrie    | D 1-5 | A    | Brouzes (1re)                                                     |

A : match amical.

## Les joueurs
| Joueurs                                                                      |    |    |    |    |    |
| Gardiens de but                                                              |    |    |    |    |    |
| Pierre Chayriguès (Red Star Amical Club)                                     | 90 |    | 90 |    | 90 |
| Jean Loubière (Gallia Club) (1re et dernière sélection)                      |    | 90 |    |    |    |
| Albert Parsys (US Tourcoing) (1re sélection)                                 |    |    |    | 90 |    |
| Défenseurs                                                                   |    |    |    |    |    |
| Gabriel Hanot (US Tourcoing)                                                 | 90 |    | 90 | 90 | 90 |
| Lucien Gamblin (Red Star Amical Club)                                        | 90 |    | 90 | 90 |    |
| Jean Degouve (Olympique lillois) (2e et dernière sélection)                  |    | 90 |    |    |    |
| René Bonnet (AS Française) (1re et dernière sélection)                       |    | 90 |    |    |    |
| Maurice Mathieu (Club athlétique de la Société générale) (1re sélection)     |    |    |    |    | 90 |
| Milieux                                                                      |    |    |    |    |    |
| Jean Ducret (Olympique lillois) (dernières sélections)                       | 90 | 90 | 90 | 90 |    |
| Émilien Devic (Red Star Amical Club)                                         | 90 | 90 | 90 |    |    |
| Gaston Barreau (FEC Levallois) (dernières sélections)                        | 90 |    |    |    | 90 |
| Maurice Olivier (Étoile des Deux Lacs) (6e et dernière sélection)            |    | 90 |    |    |    |
| Albert Jourda (CA Vitry) (1re sélection)                                     |    |    | 90 | 90 | 90 |
| Maurice Bigué (CA Paris)                                                     |    |    | 90 | 90 |    |
| André Allègre (Union Athlétique Intergadzarique) (1re et dernière sélection) |    |    |    |    | 90 |
| Attaquants                                                                   |    |    |    |    |    |
| Henri Bard (Racing Club de France)                                           | 90 | 90 |    |    |    |
| Étienne Jourde (Cercle des Sports Athlétiques) (dernières sélections)        | 90 |    | 90 |    | 90 |
| Henri Lesur (US Tourcoing) (dernières sélections)                            | 90 |    |    | 90 | 90 |
| Raymond Dubly (Racing Club de Roubaix)                                       | 90 |    | 90 | 90 |    |
| Paul Chandelier (Olympique lillois) (dernières sélections)                   | 90 |    |    | 90 |    |
| Maurice Gastiger (FEC Levallois) (1re et dernière sélection)                 |    | 90 | 90 |    |    |
| Marcel Triboulet (FEC Levallois)                                             |    | 90 |    |    | 90 |
| Charles Géronimi (AF Garenne Colombes) (1re et dernière sélection)           |    | 90 |    |    |    |
| Albert Eloy (Olympique lillois) (2d et dernière sélection)                   |    | 90 |    |    |    |
| Albert Schaff (CA XIVe) (1re et dernière sélection)                          |    |    | 90 |    |    |
| Jean Picy (Olympique de Pantin) (1re et dernière sélection)                  |    |    |    | 90 |    |
| Jules Dubly (US Tourcoing) (1re et dernière sélection)                       |    |    |    | 90 |    |
| Juste Brouzes (Club Ath. Sté Générale) (1re sélection)                       |    |    |    |    | 90 |
| Émile Dusart (Racing Club de Roubaix) (1re et dernière sélection)            |    |    |    |    | 90 |